# Ивами Гиндзан

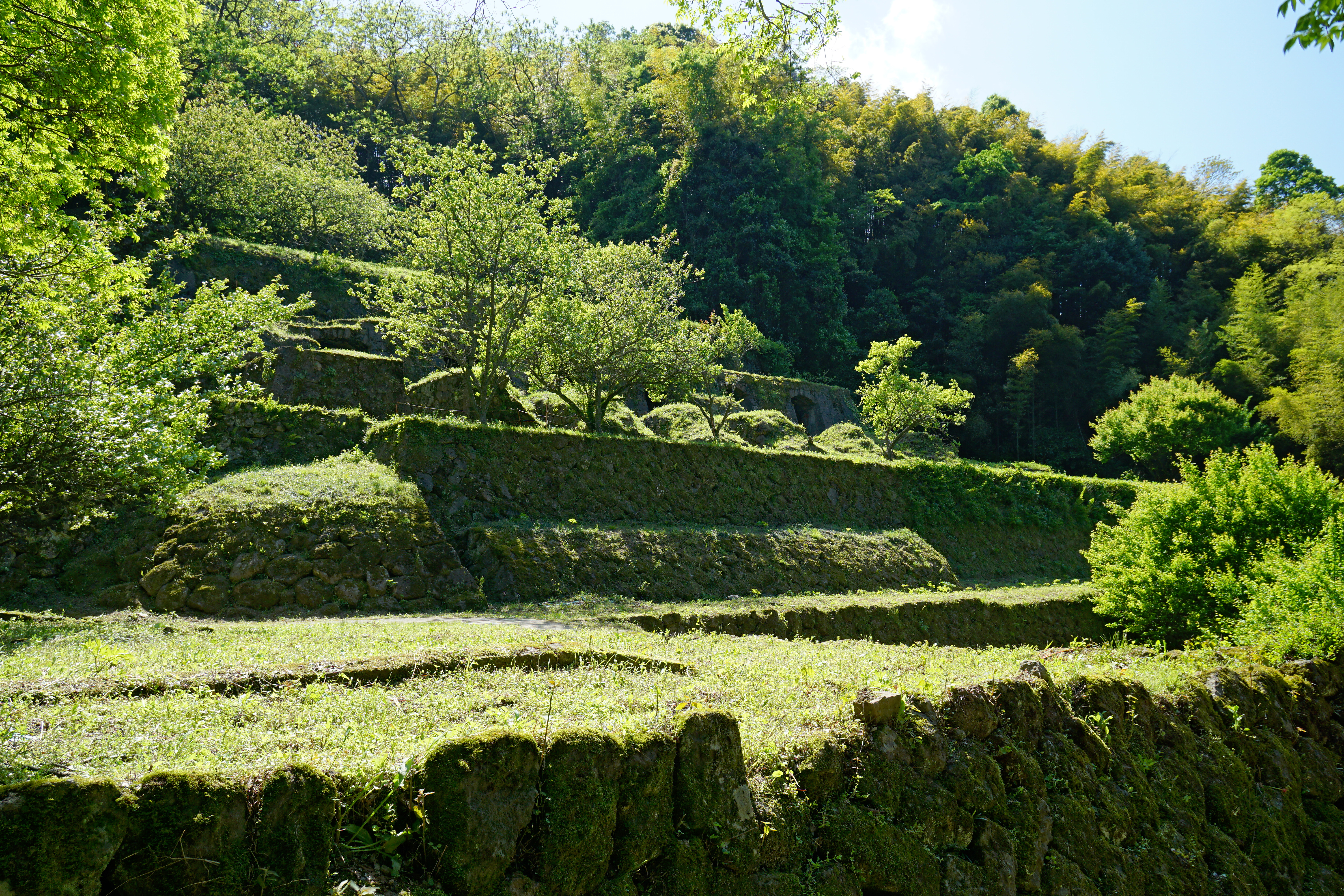
Ивами Гиндзан

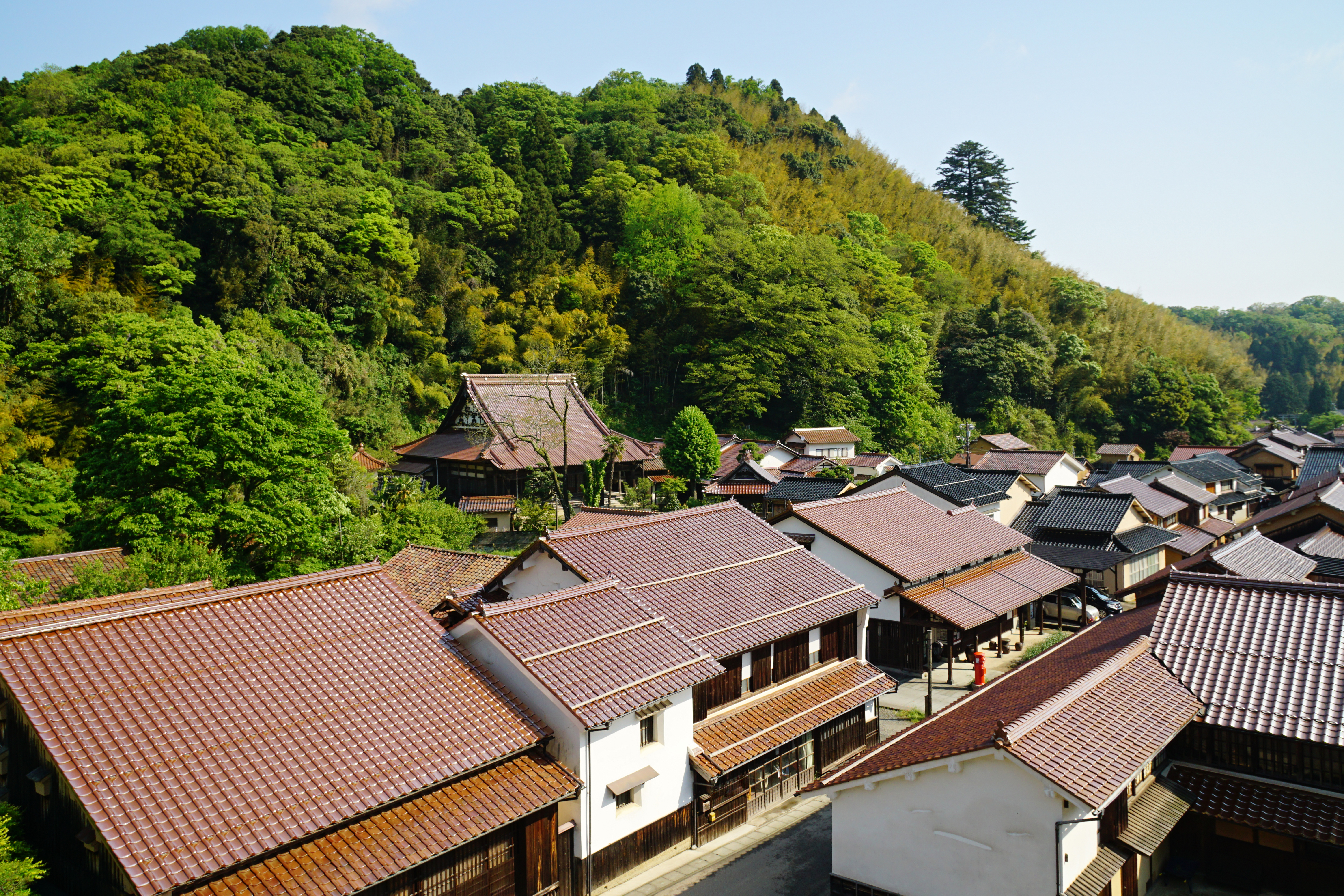
Ōmori Ginzan

Ивами Гиндзан — хорошо сохранившийся комплекс серебряных рудников на юго-западе острова Хонсю (префектура Симане). Серебряные рудники начали осваиваться в 1526 г. и к началу XVII в. производили ок. 38 тонн серебра ежегодно (приблизительно треть мирового производства). Из этого серебра чеканилась монета сёгуната Токугава. Высокое качество обеспечивалось применением передовых корейских технологий, таких как купеляция и амальгамирование. Для охраны рудников на вершинах холмов были устроены фортификационные сооружения.
В настоящее время территория рудников покрыта лесом. В 2007 г. ЮНЕСКО внесло в Список всемирного наследия не только рудники, но и близлежащие пристани, через которые серебро переправлялось в Корею и Китай, хотя экспертное заключение относительно всемирного значения данного объекта было отрицательным.